# DICO (ゲーム会社)
DICO株式会社（ディコ、DICO Co., Ltd.）は、東京都渋谷区に本社を置くゲームソフトウェアの開発会社。コンピュータエンターテインメント協会正会員。
ゲームだけでなく、アニメや映画の翻訳・ローカライズにも携わる。

## 会社概要
2011年、中塚浩二とエミリオ・ガジェゴにより設立。
ゲームを中心に、アニメや映画などのエンターテインメント分野や、産業分野の翻訳・ローカライズ事業に参入。
同時期に、ゲームの受託開発・カルチャライズ事業を開始した。
2018年、始まるニュース情報を発信するメディア「STARTT」を展開。
2019年発売予定の五十嵐孝司氏の完全新作タイトル『Bloodstained － Ritual of the Night』の開発を担当している。
なお、東京ゲームショウ英語版のキャッチフレーズも担当している（2015年～2018年）